# The Lords of Flatbush
The Lords of Flatbush (conocida como La pandilla del barrio en Latinoamérica), y Black Jackets. Días felices en España es una película dramática estadounidense de 1974 dirigida por Martin Davidson y Stephen Verona, protagonizada por Perry King, Henry Winkler y Sylvester Stallone.

## Sinopsis
La película narra la vida de cuatro jóvenes rebeldes entrando a la edad adulta. Muestra las problemáticas a las que se enfrentan, sus conflictos con padres, novias, sus primeros contactos con la vida sexual. Hace hincapié en las responsabilidades que conlleva la mayoría de edad, y el problema de que pierdan el camino y se conviertan en delincuentes.

## Argumento
La película comienza mostrando a un grupo formado por cuatro muchachos, Stanley Rosiello (Sylvester Stallone), David "Chico" Tyrell (Perry King), Butchey Weinstein (Henry Winkler) y Wimpy Murgalo (Paul Mace). Estos jóvenes usan chaquetas de cuero negra (de ahí el título español), llamados "Los Lords del Flatbush". Se hace énfasis en que estos jóvenes son unos bravucones y rebeldes, molestan a las chicas que pasan, fuman y luego tiran el cigarro a la calle, y otras acciones por el estilo. El grupo entra tarde a la clase de ese día, y la profesora los regaña; uno de los miembros de la pandilla le dice a la profesora que el director la espera para hablar con ella, y esta deja el aula sola, situación que aprovechan los Lords para causar total revuelo en la sala. Al volver, la profesora regaña a Stanley, a lo que él responde burlándose de ella, y esta termina echándolo del aula. 
La siguiente escena también funciona para mostrar el comportamiento de los Lords. Chico, está jugando al billar con Mambo, un joven de otro grupo similar al protagonista; Mambo termina ganándole a Chico. Stanley llega y se entera de que su compañero ha sido derrotado, por lo que apuesta una partida contra Mambo, Rosiello hace trampa, tirando todas las veces él, y le dice al otro joven que él hace lo que quiere, y que no se meta con ellos. 
La película sigue mostrando a David con una mujer, llamada Jane, en la playa, se nota que lo único que quiere el joven es mantener relaciones sexuales con la chica, y esta se niega, hasta que Chico se cansa de insistirle. Jane le dice a David que no quiere terminar como Frannie (Maria Smith), que está embarazada de Stanley, cosa que David no sabía. Este le cuenta a su amigo lo que sabe, por lo que Stanley habla con Frannie, y esta le dice que tiene un retraso hace un mes. Stanley no sabe cómo manejar la situación y se termina molestando con su novia, le echa la culpa, y le dice que "ella está embarazada, no él"; Rosiello también le propone un aborto ilegal. Frannie le dice a Stanley que lo ama, y que ambos deben casarse, lo que preocupa aún más al joven. Luego de esto, Frannie, emocionada por su futura boda, va con Annie a una joyería. Las amigas buscan un buen anillo para el compromiso, y el vendedor les muestra uno que cuesta 1600 dólares; Annie y Frannie quedan encantadas con el anillo.
Luego, David va a buscar a Jane en su moto, y esta le dice que sus padres quieren conocerlo. David y su novia se quedan en la casa de esta mirando una película, hasta que Chico le insiste otra vez para que tengan relaciones sexuales, ambos son interrumpidos por Nancy, la hermana de Jane. Una vez que la hermana se va, David y su novia comienzan a besarse nuevamente. Chico le dice a Jane que no tenga miedo, que no le va a hacer daño, pero ella se rehúsa a hacer el amor, por lo que David se va enfurecido de su casa. Chico se reúne con los Lords en un bar que frecuentan. Los amigos de David se burlan de él por su novia.
Tyrell ve que Jane está con otro muchacho, y que este tiene un auto, por lo que cree que si él tuviese uno, sería más importante para Jane. Los amigos de David piensan en robar un auto para dárselo a Chico y que su relación funcione. Stanley dice saber arrancar cualquier auto sin las llaves, por lo que él comanda el intento de robo. Todo termina con el grupo robando un auto de un estacionamiento que tenía las llaves puestas. Teniendo ya el coche, y no la moto, David pasa a buscar a Jane para llevarla a un autocine, donde nuevamente le insiste para que tengan relaciones. Jane lo rechaza, y se pone a llorar. Ella le dice a Chico que no quiere ser una mujer fácil, que no desea ese tipo de cosas para su vida, por lo que David vuelve a molestarse y la deja. Luego de esto, Chico acude a Butchey para que este lo ayude a deshacerse del auto robado.
La cinta sigue mostrando a Frannie con Stanley y Annie en la joyería donde vio el anillo. Rosiello le dice a su novia que no tiene la plata suficiente para comprarlo, pero esta se pone histérica y le obliga a su novio conseguirle el anillo. Amenazando al vendedor, Stanley lo consigue, y Frannie se lo agradece. Mientras esto transcurre, Chico ve a Jane con Levin, un rugbista, y se pone celoso. David va a buscar a sus compañeros para ir a pelear con Levin. Los Lords ingresan a la escuela donde va Levin, y arman una pelea. Los rugbistas de este colegio, amigos de Levin, los superan en número, por lo que los Lords tienen que escapar. En la huida, Butchey se fractura, y tienen que ser llevado al hospital.
Luego de que Butch se lesione, se muestra a Stanley cuidando de sus palomas, en la terraza de su vivienda. David va a visitarlo y menosprecia su pasatiempo, por lo que ambos pelean, y Chico se va enojando. David va a ver por última vez a Jane, y esta le dice que no pueden ser novios, ni amigos, ya que no piensan igual. David muestra descontento al principio, pero termina aceptando y se va.
La película termina mostrando el casamiento de Stanley y Frannie. Esta, resultaba no estar embarazada, pero aun así Stanley y su novia se casan.

## Reparto
- Perry King como David "Chico" Tyrell.
- Sylvester Stallone como Stanley Rosiello.
- Henry Winkler como Butchey Weinstein.
- Paul Mace como Wimpy Murgalo.
- Susan Blakely como Jane Bradshaw.
- Maria Smith como Frannie Malincanico.
- Renee Paris como Annie Yuckamanelli.
- Paul Jabara como Crazy Cohen.
- Bruce Reed como Mike Mambo.
- Frank Stiefel como Arnie Levine.
- Martin Davidson como el señor Birnbaum.
- Ray Sharkey como un estudiante.
- Dolph Sweet como el padre de Stanley.
- Antonia Rey como la madre de Stanley.

## Producción
El protagonista iba a ser Richard Gere, pero discutió con Stallone y la plantilla se puso a favor de este último, así que fue despedido y Stallone tomó su lugar. Desde entonces ambos actores jamás han trabajado juntos.

## Recepción
La cinta ha recibido críticas mixtas, con una pequeña mayoría de reseñas positivas. Jay Cock, de la revista Time dice: «La película es experta en retratar la falta de rumbo, llegar a la grasienta anomia que fue parte de ese tiempo. Pero hay una falta de ambición, como si nadie involucrado en la creación de la película quisiera cortar más profundo que una pequeña nostalgia de doble filo». Geoff Andrew, del sitio Timeout escribe: «Una pequeña obra maestra que coloca el estado de ánimo y el espíritu general de los años 50 con absoluta precisión y afecto total».
La película tiene una aprobación del 69% por parte de la crítica en Rotten Tomatoes, y una del 49% por parte de la audiencia. En IMDb tiene una calificación de 5,7/10, y en FilmAffinity una de 5,4/10.